# Георгије Палеолог
Георгије или Ђорђе Палеолог (грч. Γεώργιος Παλαιολόγος) је био византијски генерал, један од најистакнутијих војсковођа и присталица цара Алексија I  Комнина (1081–1118).
Био је син првог познатог члана породице Палеолога, стратега Месопотамије Нићифора Палеолога. Његова супруга Ана Дука била је сестра царице Ирене Дука, жене цара Алексија I Комнина, што га је учинило царевим пашеногом.
Као водећи генерал и близак пријатељ цара Алексија I Комнина, играо је важну улогу у његовим походима, посебно у бици код Драча против Нормана или бици код Левунија против Печенега. Он је био главни извор који је Ана Комнина користила у својој Алексијади о борбама њеног оца, а она га је у својој књизи веома повољно приказала као способног и оданог.

## Биографија

### Младост и каријера
Георгије Палеолог је био син првог познатог члана породице Палеолога, Нићифора Палеолога. Такође је био повезан са породицом Куртик, пошто је генерал Василије Куртик био његов рођак. Нешто пре 1081. године, оженио се Аном Дука, сестром Ирине Дука, жене цара Алексија I Комнина (1081–1118), чиме је постао зет будућег цара.
Георгије Палеолог се први пут помиње 1078. године, поред његовог оца, који је у то време служио као гувернер Теме Месопотамије; њих двојица су подржавали успон на трон цара Нићифора III Вотанијата (1078–1081), иако је његов отац био лојалан династији Дука. Године 1080. Георгије Палеолог је учествовао у походу против побуњеничког генерала Нићифора Мелисина. Заједно са својим рођаком Василијем Куртикисом стављен је под команду неспособног дворског евнуха Јована, који је одбио да послуша Палеологов савет. Убрзо се, међутим, Јован уплашио сталних напада Турака и оставио војску у Палеологовим рукама. Иако је овај успео да спасе војску од катастрофе, Јован се жалио на њега на двору, а по повратку у Цариград Георгију Палеологу је забрањен улазак у царску палату.

### Улога у побуни Комнина
Иако у браку с чланом породице Комнин, Георгије Палеолог се само невољно придружио њиховој побуни и у последњем тренутку; историчар Василије Скоулатос сугерише да је више волео да деда његове жене, цезара Јован Дука, заузме престо. Комнини су срели Георгија Палеолога када су напуштали Цариград да предводе устанак код Космидиона, у ноћи 14. фебруара 1081. године; Георгије Палеолог је предузео мере предострожности да са собом понесе своје богатство из манастира Влахерна где га је положио. Према изворима, молба његове таште, Марије Бугарске, га је убедила да се повеже са Комнинима, удруживши њихове снаге код Цуроулоса. На породичном савету у Скизи, Георгије Палеолог је подржао Алексијеву претензију на престо, против Алексијевог старијег брата, Исака Комнина.
Када је комнинска војска кренула на Цариград, Георгије Палеолог је био задужен за преговоре са немачким заповедником Гилпрактом, који је командовао гарнизоном код Харисијевих капија; Георгије Палеолог је успео да убеди Гилпракта да пребегне, дозвољавајући комнинским снагама неоспоран улазак у престоницу 1. априла. Одмах затим, Георгије Палеолог се укрцао у чамац и обезбедио Алексију верност царске флоте. Ово се показало кључним, пошто је цар Нићифор III Вотанијат покушао да искористи флоту да превезе трупе Мелисина, које су биле улогорене на азијској обали Босфора у Дамалису.
У исто време, када су Комнини и неки од њихових присталица, сада сигурни у своју победу, размишљали о томе да одбаце Дуке и да Алексије одбаци Ирину Дука, Георгије Палеолог је љутито протестовао да им се придружио само да би подржао њене интересе. Палеологова контрола флоте била је од виталног значаја за још несигуран режим Комнина, пошто је само флота спречила Мелисина да пређе мореуз; и Георгије Палеолог је натерао морнаре флоте да заједно признају за владаре Алексија и Ирину. заједно са цезаром Јованом Дуком, Георгије Палеолог је успешно извршио притисак на цариградског патријарха Козму I да не поднесе оставку пре него што је Ирину крунисао за царицу.
Палеологов отац је остао веран цару Нићифору III Вотанијату, а њихов сусрет у Константинопољу након државног удара Скоулатос описује као једну од „најстраственијих“ сцена Алексијаде, велике историјске биографије коју је написала ћерка цара Алексија I Комнина, Ана Комнина.

### Војна каријера под царем Алексијем I
Убрзо након побуне Комнина, цар Алексије I је задужио Георгија Палеолога да брани град Драч од неминовног напада итало-норманаца војводе Роберта Гвискара. Георгије Палеолог је стигао у град и открио да је његов претходни гувернер отишао, али је пожурио да организује одбрану, пре него што су се Нормани искрцали 17. јуна. Предводио је градски отпор у опсади која је уследила, упркос томе што је рањен у јулској акцији, у знак подршке млетачком нападу на Нормане. 15. октобра, пошто је цар Алексије I стигао у град на челу војске као помоћ, Георгије Палеолог је напустио град да му се придружи. На ратном савету који је уследио, Георгије Палеолог се супротставио отвореној бици са Норманима, али је његов предлог одбачен; а у бици код Драча 18. октобра Византинци су тешко поражени. Његов отац Нићифор је убијен, а град, остављен без наде за спас, убрзо се предао.
У октобру или новембру 1083. године, Георгије Палеолог је предводио византијску војску која је повратила Касторију која је била под контролом Нормана. Године 1087. учествовао је у Алексијевом походу на Печенеге. Тамо је саветовао цара да прогони Печенеге у Паристрион, а касније да потражи заштиту зидина Великог Преслава. Цар Алексије I је, међутим, послушао друге савете, и у бици код Дристе, која је уследила августа 1087. године, Византинци су претрпели још један тежак пораз; Сам Георгије Палеолог је замало заробљен у окршају. Фебруара 1091. године, повео је снаге из Константинопоља као појачање цара Алексија I, који се борио против Печенега, да би наишао на цара који се као победник враћао у престоницу. Два месеца касније, 29. априла, Георгије Палеолог је командовао византијским десним крилом у бици код Левунија, чиме је заувек окончана претња Печенега.
Године 1094. Георгије Палеолог је са чином севаста учествовао на сабору у Влахерни. Почетком 1095. године, заједно са Нићифором Мелисином, постављен је за одговорног за одбрану Бероа (данашња Стара Загора) од куманских напада. У јулу 1097. године, након опсаде Никеје од стране крсташа из Првог крсташког рата, Георгије Палеолог се упустио у жестоку свађу са Танкредом, који је одбио да се закуне на верност цару Алексију I.
Вероватно је његов последњи помен била посета светитељу пустињаку Кирилу Филеоту, непосредно пре његове смрти у децембру 1110. године. Георгије Палеолог је умро негде између 1118. и 1136. године.

## Наслеђе
Георгије Палеолог је био главни извор који је Ана Комнина користила у својој "Алексијади" о борбама њеног оца, а она га је у својој књизи веома повољно приказала као способног и оданог. "Алексијада" је заузврат главни извор о Палеологовом животу. Анину позитивну оцену дели и њен супруг, генерал и историчар Нићифор Вријеније Млађи, који Георгија Палеолога назива „храбрим ратником, високих војничких способности“.

## Породица
Георгије је имао млађег брата Николу. У браку са Аном Дукаином, имао је четири сина:
- Нићифор, један од предака породице Палеолога која је постала владајућа династија Царства после 1261. Његово потомство:
  - Михајло
    - Алексије, мегас дукс. Ожењен Ирином Комнином.
    - Михаило
      - Андроник Палеолог, мегас доместик
- Андроник, дукс Солунски. Ожењен Комнином, уну  ком цара Константина X Дуке .
- Михајло, севаст
- Алексије, ожењен Аном Комнином Дукаином и други је предак царске куће Палеолога . Његово потомство:
  - Георгије Палеолог, мегас хетаиреиаркес
  - Константин Палеолог
    - Алексије деспот. Ожењен Иреном Анђел (ћерком цара Алексија III Анђела).
      - Теодора Палеологина, удата за Андроника Палеолога, мегас доместик